# 李有明
李有明（1929年4月—2017年11月20日），河南省遂平县人，中华人民共和国政治人物。

## 生平
1945年6月参加工作，1950年5月加入中国共产党。1945年6月至1979年1月，先后任遂平县人民政府文教科科长、河南省平顶山水泥厂副主任等职。1979年2月，调入最高人民检察院工作，先后任信访厅来信一处副处长、处长，正处级，1986年，担任最高人民检察院控告申诉检察厅副厅级检察员。1989年5月，离职休养。2017年11月20日，在北京逝世，享年88岁。